# 图普托阿·乌卢卡拉拉
肖西·马努马塔翁戈·阿拉伊瓦哈马马奥·阿霍埃圖·康斯坦丁·圖庫阿霍（1985年9月17日—），自父親圖普六世繼位後，在2012年3月成為湯加王國的王儲。

## 婚姻與子女
圖普托阿·乌卢卡拉拉王子與表妹辛纳塔卡拉·法卡法努阿在2012年7月12日結婚，邀請了2000人參加；王儲時年26歲而他的妻子時年25歲，法卡法努阿亦位於湯加王位繼承順序第26位。他們的婚禮是湯加65年來首次王儲婚禮。
二人的長子陶法阿豪·瑪努瑪塔戈在2013年5月10日生於奧克蘭奧克蘭市醫院，成為王位第二繼承人；2014年7月12日長女哈拉埃瓦盧·馬塔阿霍生於奧克蘭奧克蘭市醫院。